# DJ Dara

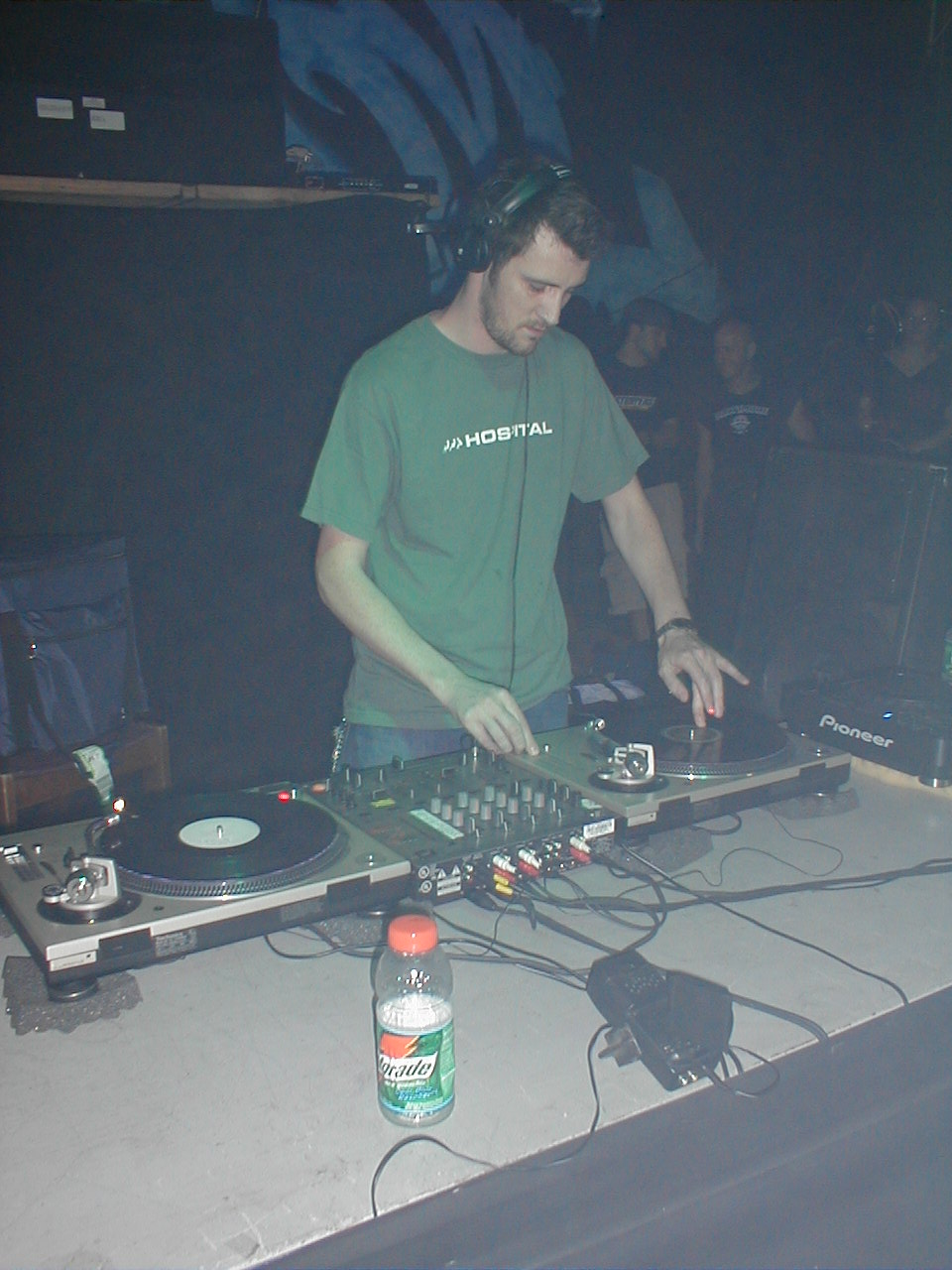
DJ Dara bei einem Rave in Massachusetts/USA, 2002

DJ Dara, geboren als Darragh Guilfoyle (* 25. Dezember 1968) ist ein irischer Drum-and-Bass-DJ, -Produzent und Remix-Künstler.
1994 zog er von Irland nach New York City. Nach einer Reihe von Singles erschien 1997 sein erstes Album (Halfway Home), das innerhalb der Szene ein großer Erfolg wurde. DJ Dara etablierte sich zu einem der erfolgreichsten Drum-and-Bass-Künstler der US-amerikanischen Szene. 
Mit DJ DB, Paul Morris und Sean Shooter führt er den Plattenladen Breakbeat Science und das hauseigene und gleichnamige Plattenlabel.
Seine Remix-Arbeiten beinhalten Interpretationen von Keoki, Pizzicato Five, Afrika Bambaataa und anderen.

## Diskographie

### Singles
- (1995) Schizophrenia (12") – Smile

### Alben
- (1997) Rinsimus Maximus (CD) – Smile
- (1998) Full Circle: Drum & Bass DJ Mix (CD) – Moonshine
- (1999) Renegade Continuum (CD) – Rawkus Raw Kuts
- (1999) Halfway Home (CD) – Smile
- (2000) From Here to There (CD) – Moonshine
- (2002) Further (CD) – Moonshine
- (2003) Breakbeat Science: Exercise 01 (CD) – Breakbeat Science
- (2004) The Antidote (CD) – Breakbeat Science